# Commanderie de Westerdale

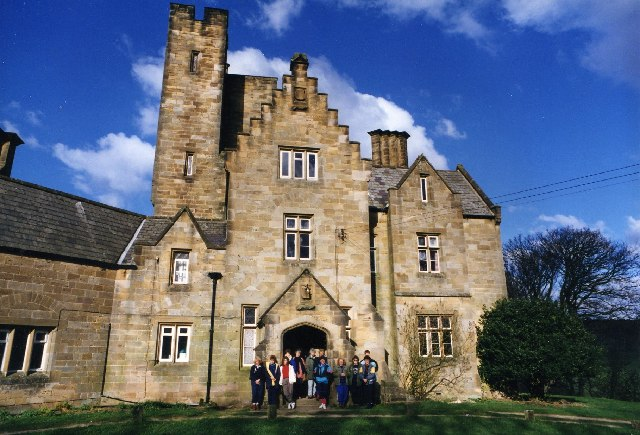

La commanderie de Westerdale était une commanderie de l'ordre du Temple située à Westerdale, dans le comté du Yorkshire du Nord, dans la région de Yorkshire-et-Humber en Angleterre.

## État
Il ne reste que le manoir de Westerdale Hall (au nord du village) comme souvenir de la présence de l'ordre du Temple. Ce fut une auberge de jeunesse avant de devenir une propriété privée. Les restes des fortifications de la résidence ont été mises au jour en 1960 par le fils du directeur de l'auberge de jeunesse, Paul Wheater. Il a retrouvé les traces d'une pièce principale, d'une cuisine, d'une brasserie, des écuries et une chapelle.

## Historique

### Le début
Des terres agricoles et une résidence, situés dans la région de Westerday, furent donnés à l’ordre du Temple au début du XIIe siècle par Guido de Bovincourt. Il donna aussi d'autres biens à Baysdale, tout proche. Bovincourt, qui était un défenseur de l’ordre cistercien, avait donné un certain nombre de terres dans les secteurs de Battersby, Stokesley, Newby, et Baysdale.
Les templiers de la commanderie de Temple Newsam et de Leeds ont nommé Westerdale en 1119 en tant que commanderie principale pour le Yorkshire du Nord.
Le 25 juin 1203, le roi Jean sans Terre a confirmé aux templiers le don de Guido de Bovincourt du village de Westerdale.

### La chute
La commanderie a prospéré pendant environ deux cents ans jusqu'à la suppression de l’ordre en 1309. William de la Fenne était alors le dernier commandeur de Westerdale. Les Hospitaliers de l'ordre de Saint-Jean de Jérusalem reçurent alors la commanderie.
En 1308, les domaines de la commanderie de Westerdale, composés notamment de la chapelle, de la résidence, de la cuisine et des annexes, ont été évalués à plus de £32.

## Commandeurs templiers
| Nom du commandeur    | Dates |
| Stephen de Radenache | 1308  |
| William de la Fenne  | 1309  |

## Possessions
Compte tenu de sa prospérité, Westerdale avait les dépendances suivantes :
- Baysdale : Guido de Bovincourt y avait donné une maison pour une petite congrégation de nonnes cisterciennes.
- Battersby
- Stokesley
- Newby

## Inventaire
L'inventaire de leurs biens est étonnamment faible, surtout si l'on considère que la commanderie de Westerdale avait été déclarée commanderie principale du Yorkshire du Nord. Le grenier contenait seulement 4 boisseaux (100 kilogrammes) de seigle.
Les recettes de la commanderie et des possessions (qui ont été transférées aux Hospitaliers), incluaient :
- 1000 acres (4 km2) de bruyère sauvage
- 60 acres (240 000 m2) de prairies
- 60 acres (240 000 m2) de culture d'avoine
- 40 acres (160 000 m2) de pâturages
- 2 acres (8 000 m2) de culture de seigle
- le grenier de Grange farm

Le cheptel était composé de :
- 16 bœufs
- 14 vaches
- 1 taureau
- 13 oies
- 3 poulains
- 5 génisses

Les biens appartenant à la chapelle comprenaient :
- 2 vêtements de cérémonie
- 1 calice
- 1 missel
- 1 psautier
- 1 encensoir
- 2 fioles
- 1 coffre.

D'autres biens étaient également listés comme appartenant à l'exploitation de la commanderie :

- 1 chariot
- 3 charrues et leurs accessoires
- 6 herses
- 2 échelles
- 1 grosse corde
- 2 fourches à engrais.

Les autres biens de la liste étaient très insignifiants et couvraient des objets mineurs comme des bougies, des pots, des tables, etc.

## Étendue du domaine
Pour ce qui concerne les frontières de la commanderie de Westerdale, il y a peu de preuves permettant de définir exactement leurs limites. Un certain nombre de croix et de pierres antiques sont parsemées dans la bruyère autour de ce secteur et certaines d'entre elles pourraient facilement être des marqueurs pour les frontières.